# 大果松
大果松（學名：Pinus coulteri），或按英譯考爾泰松（Coulter pine），是松屬下的一種喬木，原產於南加利福尼亞和加利福尼亞半島。“Coulter pine”一名是用來紀念愛爾蘭植物學家托馬斯·考爾泰。

## 描述及分佈
大果松是一種耐旱的中型常綠喬木，生長在海拔200—2,300（660—7,550英尺）的地區。樹高在10—24（33—79英尺）之間，樹幹直徑可達1（3英尺3英寸）。松針呈灰綠色，長度為15—30（5.9—11.8英寸）。其松果碩大，長約20—40（7.9—15.7英寸）。大果松和其他的植物一起構成森林，常有啄木鳥生活在大果松的附近，以其樹幹中的蟲子為食。

## 用途
大果松是一種常見的園藝植物，曾獲皇家園藝學會的“Award of Garden Merit”。

## 擴展閱讀
- Chase, J. Smeaton. . Chicago: A. C. McClurg & Co. 1911: 99. LCCN 11004975. OCLC 3477527. LCC QK495.C75 C4, with illustrations by Carl Eytel - Kurut, Gary F. (2009), "Carl Eytel: Southern California Desert Artist", California State Library Foundation, Bulletin No. 95, pp. 17-20（页面存档备份，存于） retrieved Nov. 13, 2011

## 外部連結
- CalFlora — Pinus coulteri (Coulter pine)（页面存档备份，存于）
- Jepson Manual treatment（页面存档备份，存于）
- USDA Plants Profile for Pinus coulteri (Coulter pine)（页面存档备份，存于）
- Pinus coulteri (Coulter pine) — U.C. Photo gallery（页面存档备份，存于）